# Peter Sunde
Peter Sunde Kolmisoppi (alias brokep), nacido el 13 de septiembre de 1978 en Uddevalla, Suecia, pero con raíces noruegas y finlandesas es un experto en las TIC. Es más conocido por ser un cofundador de The Pirate Bay, un tracker de BitTorrent.

## Vida personal
Sunde es vegano.
También es candidato por el Partido Pirata de Finlandia en las Elecciones al Parlamento Europeo de 2014. Asimismo, en la reunión fundacional de European Pirates del 21 de marzo de 2014 se acordó nominar a Peter Sunde como candidato a presidir la Comisión Europea junto a la actual eurodiputada sueca Amelia Andersdotter.
El 31 de mayo de 2014, es arrestado en una granja de Oxie, Malmö.

## Juicio a The Pirate Bay
El 31 de enero de 2008, los administradores de The Pirate Bay (Sunde, Fredrik Neij, Gottfrid Svartholm y Carl Lundström (presidente ejecutivo del antiguo ISP de The Pirate Bay) fueron acusados de "ayudar [a otros] a infringir las leyes del copyright". El juicio comenzó el 16 de febrero de 2009. El 17 de abril de 2009, Sunde y los demás acusados fueron declarados culpables de "ayudar a hacer disponible contenido con copyright" en el juzgado de distrito de Estocolmo (tingsrätt). Cada uno fue condenado a un año de cárcel y a pagar por los daños, valorados en 30 millones de coronas suecas (aproximadamente 2.740.900 euros), a repartir entre los cuatro acusados. Los abogados de los acusados han apelado al Tribunal de Apelación Svea junto la petición para repetir el juicio en el juzgado de distrito por las sospechas sobre la imparcialidad del juez Tomas Norström. En la jurisdicción sueca, el veredicto no se hace efectivo hasta que todas las apelaciones hayan sido procesadas.
Trozos de entrevista con Sunde, hablando sobre el copyright, Internet y la cultura figuran en el documental Steal This Film, creado en 2007.
Peter es una de las pocas personas que pagaron el peor precio de ser parte de una web tan perseguida por los defensores de los derechos de autor. Claramente no está nada triste por la caída de TPB, y prefiere que el sitio se quede muerto para siempre.
"The Pirate Bay ha sido allanada de nuevo. Eso pasó hace 8 años la última vez. En aquel momento mucha gente salió a las calles a protestar, hoy parece que a nadie le importa. Y yo soy uno de ellos. El sitio era feo y estaba lleno de bugs, código viejo, diseños viejos. Nunca cambió excepto por una cosa: los anuncios. Más y más anuncios fueron llenando el sitio, y de alguna manera cuando parecía inimaginable hacerlos de peor gusto, terminaron siéndolo. Un retiro planificado le habría dado a la comunidad el tiempo necesario para poner algo nuevo en marcha. Algo mejor, más rápido y confiable, y con ningún chance de corromperse a sí mismo. Algo que tenga un alma y sea capaz de conservarla."

## El proyecto Flattr
Flattr es un sistema de micropagos en Internet, lanzado públicamente en marzo de 2010.
Flattr es un proyecto empezado por Peter Sunde y Linus Olsson que permite a los usuarios recargar una pequeña cantidad de dinero cada mes y hacer clic en los botones que se pueden encontrar distribuidos por páginas web de manera que al final del mes se reparta igualitariamente el dinero entre esos sitios web. Para poder usar el servicio, el usuario tiene que recargar un mínimo de 2 euros al mes. 

El dinero que pagas al mes se reparte finalmente entre los botones que has pulsado ese mes. Queremos animar a la gente a compartir el dinero y el contenido.
Peter Sunde

Flattr se queda con el 10% de los ingresos del usuario, aunque este porcentaje se espera que baje con el tiempo.